# ماجراهای نپکین من!
ماجراهای نپکین من! (انگلیسی: The Adventures of Napkin Man!) یک مجموعهٔ کارتونی کانادایی است که نخستین بار، در سال ۲۰۱۳ میلادی از شبکهٔ سی‌بی‌سی پخش شد.
این مجموعه به صورت ترکیبی از صحنه‌های زنده و واقعی با صحنه‌های انیمیشنی تولید شده‌است و هنرپیشه اصلی آن یانیک بیسون است که در نقش «آقای انتونی» هنرنمایی می‌کند و معلمی است داستان‌هایی دربارهٔ یک ابرقهرمان بنام «نپکین مَن» خلق می‌کند تا از این طریق، به شاگردانش بیاموزد که چگونه با هیجانات دشوار خود کنار آمده و آن را کنترل کنند.
این مجموعهٔ تلویزیونی محصولی مشترک از دو شرکت «لیتل ایرپلین پروداکشنز» و «بریک‌ترو انترتینمنت» است و برندهٔ جایزه هنرهای تصویری کانادا بابت «بهترین مجموعه یا برنامهٔ ویژهٔ کودکان پیش‌دبستانی» در سال ۲۰۱۵ میلادی شد و یانیک بیسون نیز جایزهٔ «بهترین مجری برنامه‌های کودکان پیش‌دبستانی» را دریافت کرد.